# Cartone ondulato

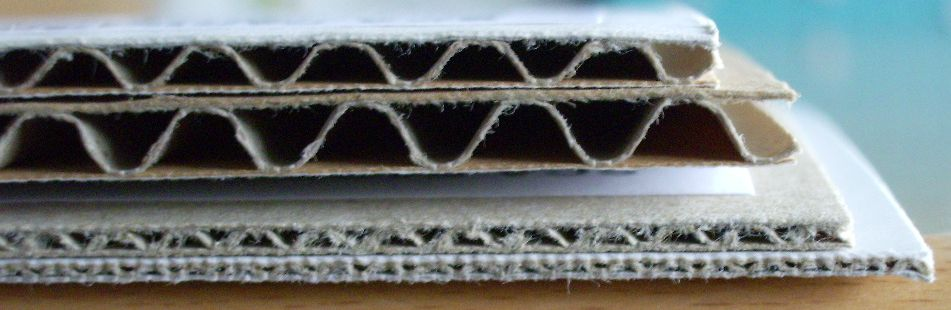
Cartone ondulato

Il cartone ondulato è un materiale usato soprattutto nel settore degli imballaggi. Nella sua forma più semplice è costituito da due superfici di carta piana, dette "copertine", che racchiudono una carta ondulata, il tutto legato tra loro con l'utilizzo di collanti naturali. È questa azione combinata delle copertine piane con l'onda interna che conferisce rigidità e resistenza all'insieme e ne determina l'efficacia nel confezionamento e nel trasporto delle merci. In Italia vengono prodotti ogni anno circa 6 miliardi di m² di cartone che si trasformano in circa 11 miliardi di scatole.

## Caratteristiche
Le caratteristiche del cartone ondulato sono strettamente legate alle caratteristiche delle singole carte che lo compongono. In questo senso si possono distinguere le carte in due macro categorie: le carte da copertina e le carte per ondulazione.
Le carte da copertina possono essere avana o bianche (richieste soprattutto per esigenze di stampa) e sono sotto riportate secondo caratteristiche meccaniche decrescenti:
- Kraft avana (K), Kraft bianco (Kb) le quali contengono molta fibra vergine,
- Liner avana (L), Liner bianco (Lb),
- Test avana (T), Test bianco (Tb),
- Camoscio (C), Camoscio bianco (Cb) poco usata.

Ogni tipo di carta si distingue ulteriormente in base alle diverse grammature: cioè il peso espresso in grammi di un metro quadrato di carta.
Le carte per ondulazione sono sotto riportate secondo caratteristiche meccaniche decrescenti:
- Semichimica Scandinava (SS),
- Semichimica (S),
- UsoSemichimica (Us),
- Medium (M),
- Fluting (F).

Ovviamente un Kraft avana (K) da 150 gr/m² avrà caratteristiche meccaniche superiori ad uno stesso Kraft avana (K) da 125 gr/m² e lo stesso si può affermare per un cartone che, a parità di altre carte, usi un Kraft avana (K) da 150 gr/m² anziché uno da 125 gr/m².

### Classificazione delle carte
Le carte sia per copertina che per ondulazione vengono classificate in base al peso al metro quadro.   Non più! con l'avvento delle carte prestazionali, già dal 1999,i numeri di riferimento identificano le classi e corrispondono a valori prestazionali (RCT) minimi da garantire e non alla grammatura (regolamento Gifco: capo quarto- Classifica delle carte, pag 6 e 7). Pertanto la tabella sottostante è errata!

#### Carte da copertina
g/m²:  125(2) 150(3) 175(4) 200(5) 225(6) 275(8) 300(9) 337(02) 400(04) 440(06)

#### Carte da ondulazione
g/ m²: 112(2) 127(4) 150(6) 180(9)
N.B. i numeretti in grassetto tra parentesi, detti numeri di classifica o titoli, sono quelli che appaiono nella sigla.
La combinazione delle carte tra di loro dà origine al tipo di cartone ondulato, che è riconoscibile dalla sigla che ne deriva:
Ad esempio:
KMFMT 24242 EB significa che questo cartone ondulato è composto da:
Copertina esterna: carta K da 125 gr/m² (numero di classifica 2 - primo numero nella sigla)
prima onda: carta M da 127 gr/m² (numero di classifica 4 - secondo numero nella sigla)
terza carta che serve per separare la prima onda dalla seconda: carta F da 112 gr/m² (numero di classifica 2 - terzo numero nella sigla)
seconda onda: carta M da 127 gr/m² (numero di classifica 4 - quarto numero nella sigla)
copertina interna: carta T da 125 gr/m² (numero di classifica 2 - quinto numero nella sigla)
EB indica con quali tipi di onde è composto (vedi paragrafo Tipologia)

## Tipologia
Combinando le diverse carte da copertina e da onda con le varie altezze di onde, possiamo dare origine ad un numero elevato di cartoni possibili. Pur mantenendo un'elevata varietà di combinazioni, il mercato si è andato strutturando su quelle combinazioni che meglio risolvono i problemi di stoccaggio e movimentazione delle merci. Possiamo quindi distinguere le seguenti classi di cartone ondulato:
- mono onda o onda semplice
- doppia onda
- tripla onda

Tra le onde singole troviamo:
- Onda K, altezza minima 5,0 mm (poco usata);
- Onda A, altezza minima 4,5 mm (poco usata);
- Onda B, altezza minima 2,5 mm;
- Onda C, altezza minima 3,5 mm;
- Onda E, altezza minima 1,2 mm;
- Onda F, altezza minima 0,8 mm (poco usata).

Le combinazioni di doppia onda danno origine a cartoni come:
- Onda BA, altezza minima 7,0 mm (meno usata);
- Onda BC, altezza minima 6,0 mm;
- Onda EB, altezza minima 3,7 mm.
- Onda FE, altezza minima 2,3 mm.

I cartoni in tripla onda si prestano per utilizzi specifici, date le massime caratteristiche di resistenza e rigidità.
Esiste anche l'onda nuda, un cartone nel quale manca la copertina esterna e in cui l'ondulazione rimane scoperta; solitamente questo tipo di cartone viene utilizzato nel settore cartotecnico, accoppiato con una carta patinata.

## Prove sul cartone ondulato
Suddivise per tipo e per grammatura le carte che compongono il cartone, possiamo identificare e misurare le diverse caratteristiche del cartone ondulato per meglio rispondere alle differenti esigenze di impiego:
- Grammatura del cartone: esprime il peso del cartone al metro quadrato; non sarà altro che la somma delle grammature delle copertine, più la grammatura delle onde (il peso al metro quadrato dovrà essere maggiorato secondo un coefficiente di ondulazione che varierà in base allo spessore ed al passo dell'onda) ed il peso dei collanti.
- Spessore del cartone: misura la distanza in mm tra le due superfici esterne di un cartone ondulato.
- Edge Crush Test (ECT): è una prova di compressione che si effettua su una striscia di cartone, volta a misura lo sforzo espresso in kN/m (nel sistema S.I.; si può ottenere comunemente anche il dato espresso in kg*cm) necessario per deformare la striscia stessa. Tale dato consente di confrontare i vari cartoni ondulati rispetto alla loro resistenza alla compressione ed è strettamente correlato con la resistenza all'impilamento degli imballi relativi.
- Resistenza allo scoppio: misura la resistenza alla perforazione di un cartone ondulato. Si esprime in kPa nel sistema S.I. (o più comunemente in kg/cm²) ed è la misura della resistenza alla rottura di un cartone sottoposto ad una pressione in senso ortogonale alla sua superficie.
- Box Compression Test (BCT): misura la resistenza di una scatola di cartone ondulato vuota alla compressione verticale, ovvero quanti chilogrammi può portare una scatola prima di schiacciarsi. Questo dato è fortemente correlato con quello di ECT del cartone che compone l'imballo.
- Assorbimento d'acqua (COBB): misura in gr/m² la quantità di acqua distillata che viene assorbita da un determinato cartone sottoposto ad una pressione di colonna d'acqua di 1 cm in un determinato intervallo temporale. Il dato che si ricava può essere utile sia per eventuali considerazione sulla stampa (dato che i colori nella stampa flexo sono a base acqua), sia nell'impiego del cartone in ambienti umidi (es. celle frigorifere o cantine).
- Permeabilità all'aria Gurley: si applica solitamente alle singole carte e misura in secondi/centimetro (tempo per area della carta/volume di aria) il tempo necessario per far effluire attraverso una superficie di carta di 6,45 cm² (1 pollice quadro) la quantità d'aria contenuta in un volume di 100 ml. Il dato risulta importante quando il cartone viene movimentato con l'impiego di macchine automatiche a mezzo ventose.

## Formula di Mc Kee
Il modo migliore di misurare la resistenza all'impilamento di una scatola di cartone ondulato è quello di verificarne la tenuta attraverso il test del BCT (Box Compression Test). Tuttavia esiste un tipo di scatole (quelle cosiddette americane) per le quali la correlazione tra il BCT della scatola e il valore di ECT (Edge Compression Test) è talmente elevata che si può calcolare con buona approssimazione la tenuta all'impilamento della scatola attraverso una formula matematica nota come formula di Mc Kee.
{\displaystyle \mathbf {BCT} =1,82\times \mathbf {ECT} \times {\sqrt {\text{spessore cartone (in mm)}}}\times {\sqrt {\text{perimetro scatola (in cm)}}}}
Dove 1,82 è una costante, il valore di ECT deve essere espresso in KN/m, lo spessore del cartone in millimetri, il perimetro della scatola in centimetri.
La possibilità di determinare anticipatamente ed in via teorica il cartone più adatto per realizzare un determinato imballo rappresenta un notevole risparmio economico. Tuttavia per poter applicare la formula di Mc Kee bisogna rispettare un insieme di vincoli. Occorre che:
- La scatola modello "americana", abbia un rapporto altezza/perimetro compreso tra 1/5 e 1/7;
- La scatola sia priva di fustellature che ne modifichino la tenuta (es. maniglie forate, zigrinature, fori di aerazione);

## Inconvenienti più diffusi nella fabbricazione del cartone ondulato
La fabbricazione del cartone ondulato è strettamente legata al livello tecnologico del macchinario impiegato nonché alla qualità della materia prima utilizzata (la carta in bobine), ma dipende anche dall'abilità e dall'addestramento degli addetti al funzionamento dell'ondulatore. Gli inconvenienti più comuni sono:
- Cartone prodotto con onda schiacciata o inclinata;
- Cartone non planare o incurvato;
- Copertine non incollate o danneggiate.

## Riciclabilità
Il cartone ondulato è riciclabile e biodegradabile al 100%. Il riutilizzo del cartone permette non solo un notevole risparmio economico, ma garantisce anche il rispetto dell'ambiente riducendo notevolmente il volume dei rifiuti che giungono in discarica. In Italia circa l'80% della fibra impiegata per la produzione del cartone ondulato deriva da materiale di riciclo detto macero e solo il 20% della fibra impiegata è fibra vergine proveniente da foreste, ma sempre gestite secondo criteri di sostenibilità ambientale dall'industria cartaria stessa. Con il riutilizzo, le fibre di cellulosa tendono a perdere le prestazioni originarie, pertanto il ricorso alla fibra vergine è necessario per garantire lo standard prestazionale anche delle carte più povere. Occorre ricordare, inoltre, che il cartone per uso alimentare impiegato a contatto diretto con alimenti deve essere prodotto con carte di pura cellulosa e senza contenuti di macero come previsto dal Decreto Ministeriale del 21 marzo 1973 e successive modifiche (esempio tipico il cartone per le pizze).
Con l'introduzione delle nuove normative legate al settore imballaggi, il cartone ondulato si è confermato come un materiale ecologico e molto adatto per l'imballaggio. I collanti sono ormai tutti naturali e derivati da amido di mais o fecola.

## Applicazioni

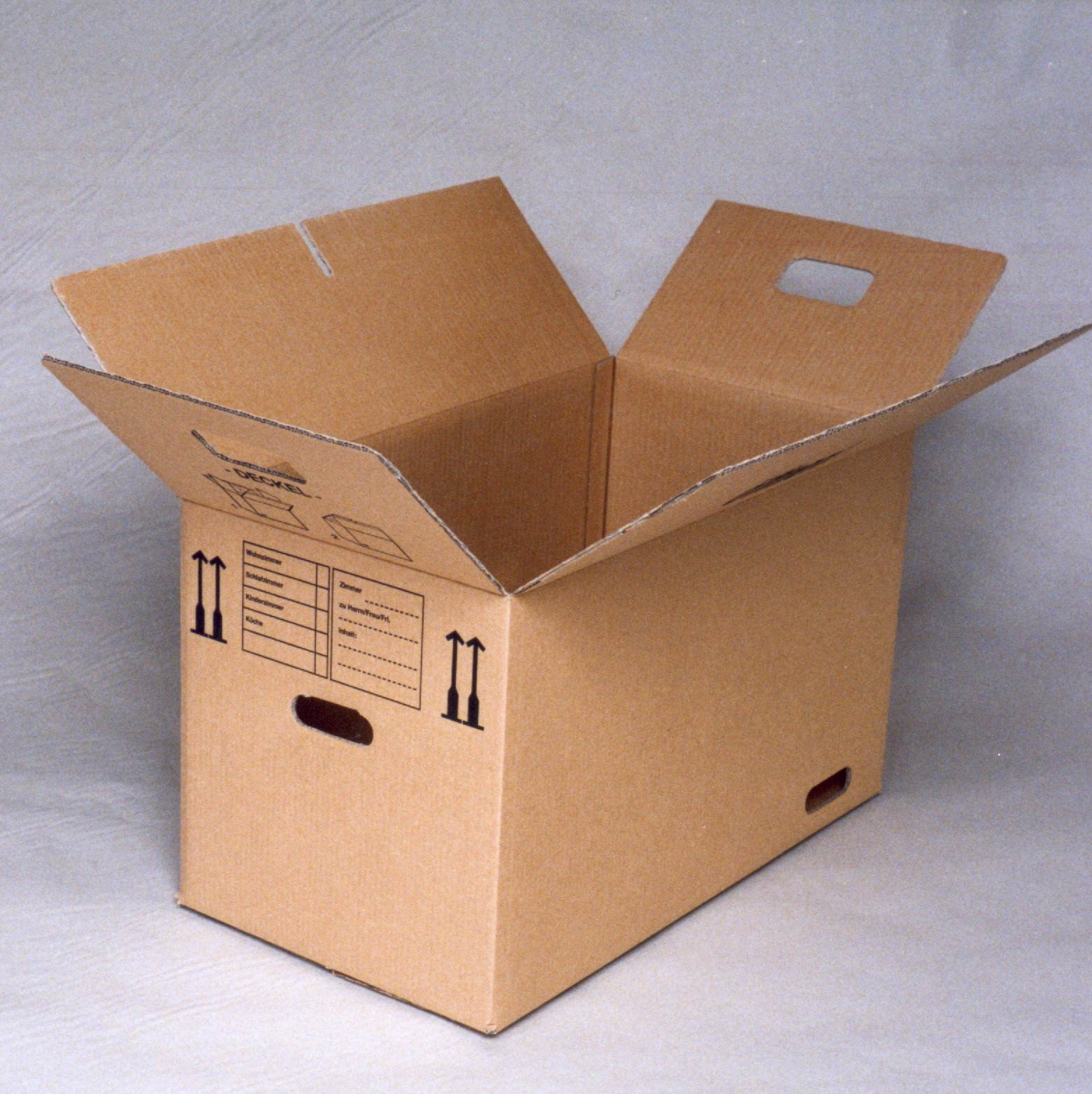
Una scatola in cartone ondulato

Trasformato in imballaggio finito, il cartone ondulato diventa un contenitore robusto, versatile, ideale per raggruppare, trasportare e proteggere i prodotti in esso contenuti. Il modello di scatola più comune e più utilizzato per le sue doti di economicità di produzione e versatilità nell'utilizzo è senza dubbio la scatola americana.